# Maladies du taro

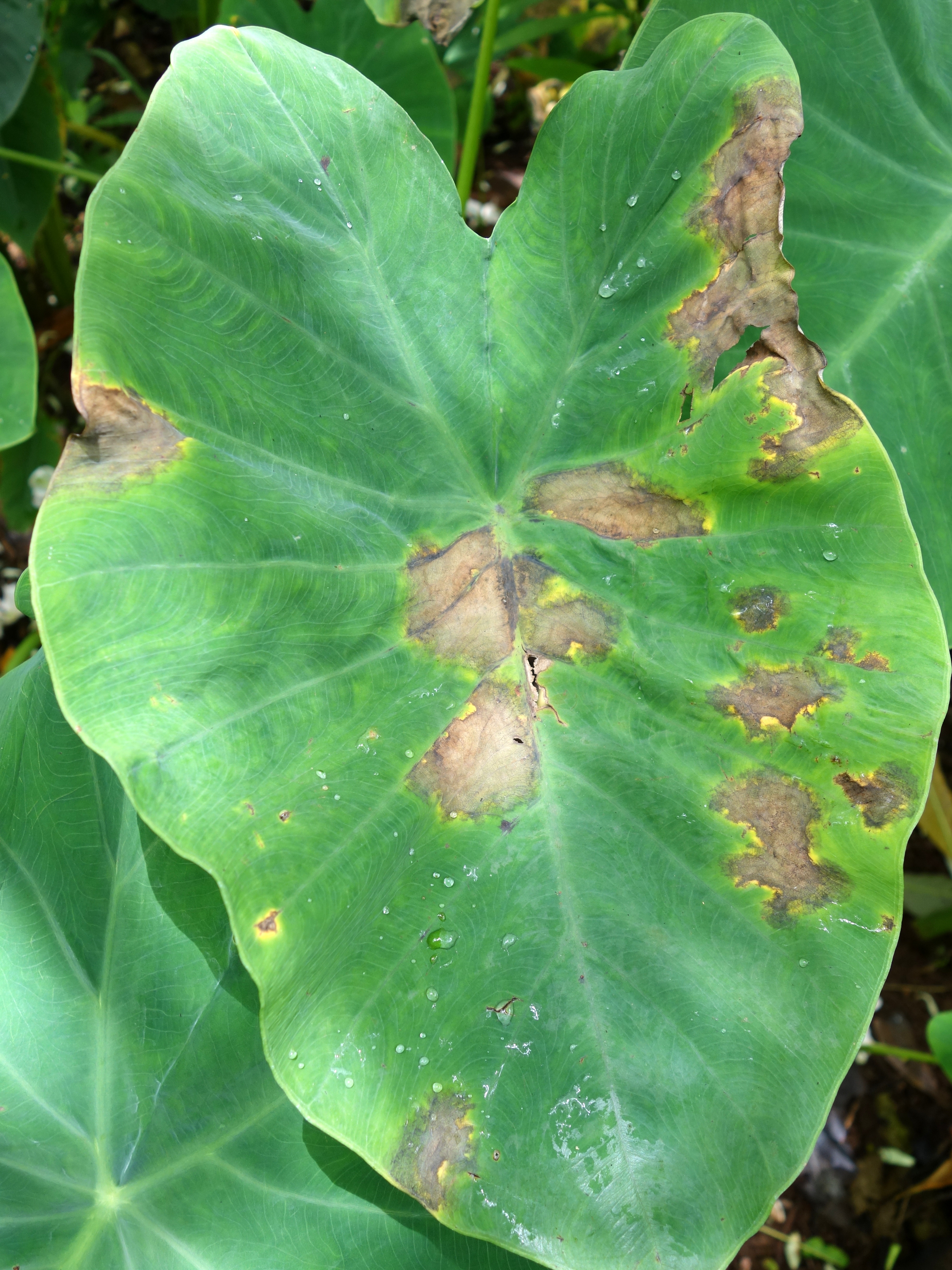
Symptômes de mildiou sur feuille de taro.

Les maladies du taro sont des maladies des plantes qui affectent les cultures de taro (Colocasia esculenta), touchant aussi bien les feuilles (limbe et pétiole) que les cormes (ou tubercules). Elles sont causées par divers agents phytopathogènes, dont des bactéries, des champignons et pseudochampignons et des phytovirus. La liste qui suit n'est pas exhaustive.

## Maladies bactériennes
- Pourriture molle bactérienne due à Erwinia carotovora[1].

- Taches foliaires bactériennes dues à Xanthomonas campestris pv dieffenbachiae[1].

## Maladies fongiques
- Le mildiou du taro est causé par un oomycète, Phytophthora colocasiae (famille des Peronosporaceae). Cette maladie, la plus grave qui affecte le taro, provoque la mort prématurée des feuilles et entraîne d'importantes baisses de rendement. Elle est favorisée par des conditions climatiques fraîches et humides.

- La pourriture molle des tubercules du taro est causée également par plusieurs espèces d'oomycètes du genre Pythium (famille des Pythiaceae), notamment Pythium myriotylum, Pythium aphanidermatum, Pythium graminicola, Pythium splendens, Pythium irregulare, Pythium carolinianum, Pythium ultimum. Cette maladie provoque la pourriture du corme dont la chair devient molle et malodorante[2].
- Taches foliaires à Phyllosticta, maladie causée par Phyllosticta colocasiophila, espèce de champignons ascomycètes de la famille des Phyllostictaceae.

- Cladosporiose du taro, maladie causée par Cladosporium colocasiae, espèce de champignons ascomycètes de la famille des Davidiellaceae, qui peut provoquer d'importantes défoliations. Elle est favorisée par des températures fraîches (moins de 18° C)[3],[2].

- Criblure du taro, maladie causée par des espèces de champignons du genre Phoma, genre de champignons ascomycètes de la famille des Didymellaceae, dont Phoma colocasiae[4].

- Pourriture noire des cormes due à Ceratocystis fimbriata[1].
- Pourriture sèche fusarienne, ou fusariose, due à diverses espèces du genre Fusarium, dont Fusarium solani. C'est une pourriture brune, principalement sèche et poudreuse, qui devient parfois humide et molle à des stades ultérieurs, avec une marge distincte entre les tissus sains et malades[1].

- Pourriture à Rhizopus, due à Rhizopus stolonifer. C'est une pourriture molle du corme, avec un légère odeur de levure, à consistance aqueuse ou semblable à celle du fromage. La peau du bulbe reste intacte jusqu'à un stade très avancée[1].
- Pourriture noire spongieuse, due à Botryodiplodia theobromae. C'est une pourriture spongieuse des cormes, devenant parfois sèche et poudreuse, de couleur crème à brun grisâtre, passant fréquemment du bleu foncé au noir avec une marge indistincte entre les tissus sains et malades[1].

## Maladies virales

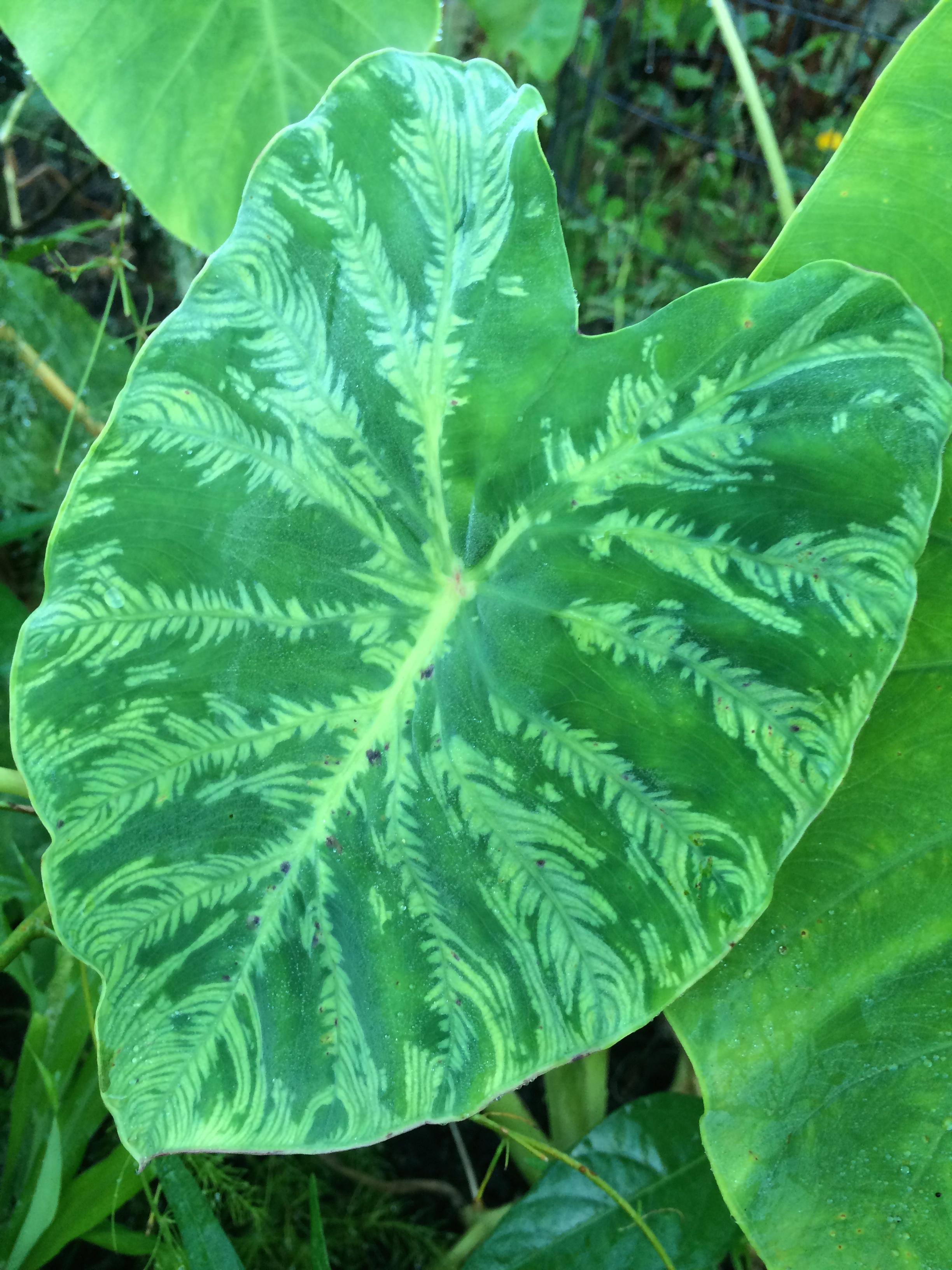
Symptômes de mosaïque plumeuse due au Dasheen mosaic virus sur feuille de taro.

Quatre virus principaux affectent les cultures de taro : le virus de la mosaïque du taro (Dasheen mosaic virus, DsMV), le virus bacilliforme du taro (Taro bacilliform virus, TaBV), le virus de la maladie bobone du taro (Colocasia bobone disease virus, CBDV) et le virus de la chlorose des nervures du taro (Taro vein chlorosis virus TaVCV).
- La mosaïque du taro est causée par un virus, Dasheen mosaic virus (DsMV). C'est un Potyvirus, transmis par des pucerons, qui affecte de nombreuses espèces de la sous-famille des Aroideae[6].
- Complexe viral Alomae / Bobone (Alomae/Bobone Virus Disease Complex, ABVC) : complexe viral qui provoque une maladie létale du taro[7].
- Reovirus du taro (Taro reovirus, TaRV), un des virus les plus récemment identifié chez le taro[8].

## Troubles physiologiques
- Loliloli (terme utilisé à Hawaï), maladie affectant les cormes qui deviennent aqueux, mous et spongieux et laissent exsuder de l'eau lorsqu'on les presse. Ce défaut résulte du retrait de l'amidon du corme, amidon converti en sucres utilisés par la plante pour développer de nouvelles feuilles et d'autres organes. C'est la reprise de la croissance végétative du taro arrivé à maturité qui est susceptible d'entraîner le taro « loliloli ». Pour réduire ce risque, l'utilisation d'engrais azotés doit être évitée après la formation du bulbe et le début de la décadence naturelle de la plante[1].
- Pourriture dure : cette maladie, d'origine inconnue, détruit le système vasculaire du corme. La peau du corme malade ressemble à de l'écorce, craquelée et friable, la chair est parcourue par des indurations jaune-brun. Les parties malades deviennent ligneuses et ternes. Aux stades avancés de la pourriture dure, il ne reste du bulbe qu'une charpente squelettique durcie, brun foncé à noire. Cette maladie peut entraîner des pertes de rendements allant jusqu'à 100 % à Hawaï. La cause serait des dégâts aux racines provoqués par une concentration saline élevée dans le sol. Selon une autre hypothèse l'atteinte aux racines serait due à des champignons du genre Pythum, mais elle na pas été confirmée par les recherches[2],[1].
- Chlorose induite par la chaux. Cette chlorose apparaît d'abord entre les nervures des feuilles les plus jeunes et peut entraîner un rabougrissement de la plante. Elle est due à un pH élevé des sols calcaires qui peut induire une carence en fer chez le taro[9].